# Akera Kankō
Akera Kankō (jap. 朱楽 管江; * 12. Dezember 1740; † 17. Januar 1800), wirklicher Name: Yamazaki Gōnosuke (山崎 郷助), war ein japanischer Dichter.
Akera galt neben Yomo no Akara (Ōta Nampo) und Karagoromo Kisshū als einer der drei Meister des Kyōka (kyōka sandaika) während der Tenmei-Zeit (1781–1789). Kyōka ist eine humoristische Gedichtform, die ihre Wirkung aus der Inkongruenz von behandeltem Gegenstand und verwendeter Sprache zieht.
Einige seiner Gedichte finden sich in dem illustrierten „Muschelbuch“ (Tsutaya Jūzaburō), das vermutlich 1789 erschien.